# Morgat Morgat
Morgat Morgat és un grup musical de Banyoles, Pla de l'Estany. Els seus components són Jordi Torrent (veu i guitarra), Narcís Torrent (veu i guitarra), Xavier Teixidor (guitarra), Lluís Busquets (baix) i Ramon Prats (bateria).
Comencen a tocar a la tardor del 2011 a partir d'una formació prèvia, que ja amb el temps havia anat canviant, anomenada Josephine Libido. A diferència d'aquest grup on bàsicament utilitzaven l'anglès, Morgat Morgat cantarà íntegrament en català i treballarà només a partir de temes de Jordi Torrent. En paraules del grup, "Jordi Torrent fa les cançons i Morgat Morgat les desfà". Després de guanyar el Premi Joventut en la 13a edició del concurs de maquetes Sona9 a l'any 2013, el grup grava als Estudis Ground de Cornellà de Terri el disc Salvatge Manifest produït per Miqui Puig i editat per LAV Records. El grup beu d'influències com Pixies, Nirvana, Yo la Tengo o Sonic Youth. En l'àmbit nacional, el seu estil i sonoritat pot recordar propostes com El Petit de Ca l'Eril, Adrià Puntí, La Iaia o Joan Colomo.
El nom del grup prové de la llegenda local de Banyoles sobre la formació de l'estany: el pagès Morgat va sentir una veu que li deia "Morgat, Morgat, agafa la llaura i ves sota teulat". A continuació va sorgir aigua de la terra i va cobrir tot el camp.